# Accursio Bentivegna
Accursio Bentivegna (* 21. Juni 1996 in Sciacca) ist ein italienischer Fußballspieler.

## Karriere

### Im Verein
Bentivegna war bis 2014 für die Jugend der US Palermo aktiv, bevor er in den Profikader übernommen wurde. Bereits am ersten Spieltag der Spielzeit 2014/15 debütierte Bentivegna in der Serie A, als er am 31. August 2014 gegen Sampdoria Genua eingewechselt wurde. Im Laufe der Saison kam er zu zwei weiteren Einsätzen. Im Sommer 2015 wurde Bentivegna an Como Calcio in die Serie B verliehen und absolvierte in der Hinrunde der Spielzeit 2015/16 15 Partien, in denen ihm ein Treffer gelang. Ende Januar 2016 wurde das Leihgeschäft aufgelöst und Bentivegna kehrte nach Palermo zurück. In der Rückrunde 15/16 lief er in einem Spiel für die Rosanero auf, die den Klassenerhalt am letzten Spieltag schafften. Nach drei weiteren Einsätzen für Palermo in der Hinrunde der Saison 2016/17 wurde Bentivegna im Januar 2017 für die Rückrunde an den Zweitligisten Ascoli Calcio verliehen. In der Folgesaison spielte er, ebenfalls auf Leihbasis bei Carrarese Calcio, von welchen er schließlich im Sommer 2018 fest verpflichtet wurde. Nach zwei Jahren und 28 Spielen wechselte er zur Saison 2020/21 zu SS Juve Stabia, von welchen er wiederum im Winter an Imolese Calcio verliehen wurde.

### In der Nationalmannschaft
Von 2013 bis 2015 lief Bentivegna für verschiedene Juniorennationalmannschaften Italiens auf.